# یاریم تپه برزند
یاریم تپه برزند مربوط به هزاره ۱ (پیش از میلاد) تا دوران‌های تاریخی پس از اسلام است و در شهرستان گرمی، بخش انگوت، روستای قلعه برزند واقع شده و این اثر در تاریخ ۷ مهر ۱۳۸۱ با شمارهٔ ثبت ۶۱۶۱ به‌عنوان یکی از آثار ملی ایران به ثبت رسیده است.